# Giappone ai Giochi della XXIX Olimpiade
Il Giappone ha partecipato ai Giochi della XXIX Olimpiade di Pechino, svoltisi dall'8 al 24 agosto 2008, con una delegazione di 332 atleti.

## Medaglie
| Medaglia | Atleta                                                                                      | Sport               | Evento                           |
| -------- | ------------------------------------------------------------------------------------------- | ------------------- | -------------------------------- |
| Oro      | Masato Uchishiba                                                                            | Judo                | 66 kg maschile                   |
| Oro      | Kōsuke Kitajima                                                                             | Nuoto               | 100 m rana maschili              |
| Oro      | Ayumi Tanimoto                                                                              | Judo                | 63 kg femminile                  |
| Oro      | Masae Ueno                                                                                  | Judo                | 70 kg femminile                  |
| Oro      | Kōsuke Kitajima                                                                             | Nuoto               | 200 m rana maschili              |
| Oro      | Satoshi Ishii                                                                               | Judo                | +100 kg maschile                 |
| Oro      | Saori Yoshida                                                                               | Lotta libera        | 55 kg femminile                  |
| Oro      | Kaori Ichō                                                                                  | Lotta libera        | 63 kg femminile                  |
| Oro      | Giappone                                                                                    | Softball            | Torneo femminile                 |
| Argento  | Takehiro Kashima Takuya Nakase Makoto Okiguchi Kōki Sakamoto Hiroyuki Tomita Kōhei Uchimura | Ginnastica          | Concorso a squadre maschile      |
| Argento  | Yūki Ōta                                                                                    | Scherma             | Fioretto individuale maschile    |
| Argento  | Kōhei Uchimura                                                                              | Ginnastica          | Concorso individuale maschile    |
| Argento  | Maki Tsukada                                                                                | Judo                | +78 kg femminile                 |
| Argento  | Chiharu Ichō                                                                                | Lotta libera        | 48 kg femminile                  |
| Argento  | Tomohiro Matsunaga                                                                          | Lotta libera        | 55 kg maschile                   |
| Bronzo   | Ryoko Tani                                                                                  | Judo                | 48 kg femminile                  |
| Bronzo   | Misato Nakamura                                                                             | Judo                | 52 kg femminile                  |
| Bronzo   | Takeshi Matsuda                                                                             | Nuoto               | 200 m farfalla maschili          |
| Bronzo   | Reiko Nakamura                                                                              | Nuoto               | 200 m dorso femminili            |
| Bronzo   | Kiyofumi Nagai                                                                              | Ciclismo            | Keirin maschile                  |
| Bronzo   | Junichi Miyashita Kōsuke Kitajima Takurō Fujii Hisayoshi Satō                               | Nuoto               | Staffetta 4x100 m misti maschile |
| Bronzo   | Kyoko Hamaguchi                                                                             | Lotta libera        | 72 kg femminile                  |
| Bronzo   | Kenichi Yumoto                                                                              | Lotta libera        | 60 kg maschile                   |
| Bronzo   | Saho Harada Emiko Suzuki                                                                    | Nuoto sincronizzato | Duo                              |
| Bronzo   | Naoki Tsukahara Shingo Suetsugu Shinji Takahira Nobuharu Asahara                            | Atletica leggera    | Staffetta 4x100 metri maschile   |

### Medaglie per disciplina
| Sport               | Oro | Argento | Bronzo | Totale |
| ------------------- | --- | ------- | ------ | ------ |
| Judo                | 4   | 1       | 2      | 7      |
| Lotta               | 2   | 2       | 2      | 6      |
| Nuoto               | 2   | 0       | 3      | 5      |
| Softball            | 1   | 0       | 0      | 1      |
| Ginnastica          | 0   | 2       | 0      | 2      |
| Scherma             | 0   | 1       | 0      | 1      |
| Ciclismo            | 0   | 0       | 1      | 1      |
| Nuoto sincronizzato | 0   | 0       | 1      | 1      |
| Atletica leggera    | 0   | 0       | 1      | 1      |

### Plurimedagliati
| Atleta          | Sport      | Oro | Argento | Bronzo | Totale |
| --------------- | ---------- | --- | ------- | ------ | ------ |
| Kōsuke Kitajima | Nuoto      | 2   | 0       | 1      | 3      |
| Kōhei Uchimura  | Ginnastica | 0   | 2       | 0      | 2      |

## Atletica leggera
| Gara              | Atleta                                                           | Batterie | Batterie | Quarti | Quarti | Semifinali | Semifinali | Finale | Finale |
| Gara              | Atleta                                                           | Tempo    | Pos.     | Tempo  | Pos.   | Tempo      | Pos.       | Tempo  | Pos.   |
| ----------------- | ---------------------------------------------------------------- | -------- | -------- | ------ | ------ | ---------- | ---------- | ------ | ------ |
| 100 m             | Naoki Tsukahara                                                  | 10"39    | 2        | 10"23  | 3      | 10"16      | 7          |        |        |
| 100 m             | Nobuharu Asahara                                                 | 10"25    | 7        | 10"37  | 8      |            |            |        |        |
| 200 m             | Shinji Takahira                                                  | 20"58    | 4        | 20"63  | 7      |            |            |        |        |
| 200 m             | Shingo Suetsugu                                                  | 20"93    | 6        |        |        |            |            |        |        |
| 400 m             | Yuzo Kanemaru                                                    |          |          | 46"39  | 7      |            |            |        |        |
| 5000 m            | Kensuke Takezawa                                                 |          |          |        |        | 13'49"42"  | 7          |        |        |
| 5000 m            | Takayuki Matsumiya                                               |          |          |        |        | 14'20"24   | 13         |        |        |
| 110 m ostacoli    | Masato Naito                                                     | 13"96    | 5        |        |        |            |            |        |        |
| 400 m ostacoli    | Kenji Narisako                                                   |          |          | 49"63  | 5      |            |            |        |        |
| 400 m ostacoli    | Dai Tamesue                                                      |          |          | 49"82  | 3      |            |            |        |        |
| 3000 siepi        | Yoshitaka Iwamizu                                                |          |          |        |        | 8'29"80    | 9          |        |        |
| Staffetta 4x100 m | Naoki Tsukahara Shingo Suetsugu Shinji Takahira Nobuharu Asahara |          |          |        |        | 38"52      | 2          | 38"15  |        |
| Staffetta 4x400 m | Mitsuhiro Abiko Dai Tamesue Yoshihiro Horigome Kenji Narisako    |          |          |        |        | 3'04"18    | 6          |        |        |

| Gara         | Atleta             | Tempo        | Posizione    |
| ------------ | ------------------ | ------------ | ------------ |
| 10000 m      | Takayuki Matsumiya | 28'39"77     | 31           |
| Maratona     | Tsuyoshi Ogata     | 2h 13'26"    | 13           |
| Maratona     | Atsushi Sato       | 2h 41'08"    | 76           |
| Marcia 20 km | Yuki Yamazaki      | 1h 21'18"    | 11           |
| Marcia 20 km | Koichiro Morioka   | 1h 21'57"    | 16           |
| Marcia 20 km | Takayuki Tanii     | squalificato | squalificato |
| Marcia 50 km | Yuki Yamazaki      | 3h 45'47"    | 7            |
| Marcia 50 km | Takayuki Tanii     | 4h 01'37"    | 29           |

| Gara                   | Atleta            | Qualificazioni | Qualificazioni | Finale  | Finale |
| Gara                   | Atleta            | Misura         | Pos.           | Misura  | Pos.   |
| ---------------------- | ----------------- | -------------- | -------------- | ------- | ------ |
| Salto in alto          | Naoyuki Daigo     | 2,15 m         | 36             |         |        |
| Salto con l'asta       | Daichi Sawano     | 5,55 m         | 16             |         |        |
| Lancio del martello    | Kōji Murofushi    | 78,16 m        | 5              | 80,71 m | 5      |
| Lancio del giavellotto | Yukifumi Murakami | 78,21 m        | 15             |         |        |

| 100 m             | Chisato Fukushima                                 | 11"74 | 5 |       |   |          |    |  |  |  |  |
| 400 m             | Asami Tanno                                       |       |   | 52"60 | 4 |          |    |  |  |  |  |
| 5000 m            | Yuriko Kobayashi                                  |       |   |       |   | 15'15"87 | 7  |  |  |  |  |
| 400 m ostacoli    | Satomi Kubokura                                   |       |   | 55"82 | 3 | 56"69    | 7  |  |  |  |  |
| 3000 siepi        | Minori Hayakari                                   |       |   |       |   | 9'49"70  | 16 |  |  |  |  |
| Staffetta 4x400 m | Satomi Kubokura Asami Tanno Mayu Sato Sayaka Aoki |       |   |       |   | 3'30"52  | 8  |  |  |  |  |

| Gara         | Atleta          | Tempo        | Posizione    |
| ------------ | --------------- | ------------ | ------------ |
| 10000 m      | Yoko Shibui     | 31'31"13     | 17           |
| 10000 m      | Yukiko Akaba    | 32'00"37     | 20           |
| Maratona     | Yurika Nakamura | 2h 30'19"    | 13           |
| Maratona     | Reiko Tosa      | non concluso | non concluso |
| Marcia 20 km | Mayumi Kawasaki | 1h 29'43"    | 14           |
| Marcia 20 km | Sachiko Konishi | 1h 32'21"    | 26           |

| Gara           | Atleta       | Qualificazioni | Qualificazioni | Finale | Finale |
| Gara           | Atleta       | Misura         | Pos.           | Misura | Pos.   |
| -------------- | ------------ | -------------- | -------------- | ------ | ------ |
| Salto in lungo | Kumiko Ikeda | 6,47 m         | 19             |        |        |

## Badminton
| Gara              | Atleta                          | Turno 1                                         | Sedicesimi                                 | Ottavi                                                          | Quarti                                                      | Semifinali                                              | Finale                                   |
| ----------------- | ------------------------------- | ----------------------------------------------- | ------------------------------------------ | --------------------------------------------------------------- | ----------------------------------------------------------- | ------------------------------------------------------- | ---------------------------------------- |
| Singolo maschile  | Shōji Satō                      | bye                                             | Anup Sridhar (India) 21-13, 21-17          | Peter Gade (Danimarca) 21-19, 20-22, 15-21                      |                                                             |                                                         |                                          |
| Doppio maschile   | Shintaro Ikeda Shuichi Sakamoto |                                                 |                                            | Koo Kien Keat Tan Boon Heong (Malaysia) 12-21, 16-21            |                                                             |                                                         |                                          |
| Doppio maschile   | Keita Masuda Tadashi Ohtsuka    |                                                 |                                            | Luluk Hadiyanto Alvent Yulianto (Indonesia) 19-21, 21-14, 21-14 | Lee Jae-jin Hwang Ji-man (Corea del Sud) 12-21, 21-18, 9-21 |                                                         |                                          |
| Singolo femminile | Eriko Hirose                    | Ragna Ingólfsdóttir (Islanda) 21-6, 19-7 ritiro | Nguyen Nhung Le Ngoc (Vietnam) 21-7, 21-12 | Pi Hongyan (Francia) 12-21, 21-16, 6-21                         |                                                             |                                                         |                                          |
| Doppio femminile  | Miyuki Maeda Satoko Suetsuna    |                                                 |                                            | Tania Luiz Eugenia Tanaka (Australia) 21-4, 21-8                | Yang Wei Zhang Jiewen (Cina) 8-21, 23-21, 21-14             | Lee Kyung-won Lee Hyo-jung (Corea del Sud) 20-22, 15-21 | Zhang Yawen Wei Yili (Cina) 17-21, 10-21 |
| Doppio femminile  | Kumiko Ogura Reiko Shiota       |                                                 |                                            | Lena Frier Kristiansen Kamilla Rytter (Danimarca) 21-14, 21-18  | Du Jing Yu Yang (Cina) 8-21, 5-21                           |                                                         |                                          |

## Baseball
La nazionale giapponese si è qualificata per i Giochi vincendo i campionati asiatici del 2007.

### Squadra
- Yū Darvish (lanciatore)
- Kyuji Fujikawa (lanciatore)
- Hitoki Iwase (lanciatore)
- Kenshin Kawakami (lanciatore)
- Yoshihisa Naruse (lanciatore)
- Toshiya Sugiuchi (lanciatore)
- Masahiro Tanaka (lanciatore)
- Koji Uehara (lanciatore)
- Tsuyoshi Wada (lanciatore)
- Hideaki Wakui (lanciatore)
- Shinnosuke Abe (ricevitore)
- Tomoya Satozaki (ricevitore)
- Akihiro Yano (ricevitore)
- Takahiro Arai (interno)
- Masahiro Araki (interno)
- Munenori Kawasaki (interno)
- Shinya Miyamoto (interno)
- Shuichi Murata (interno)
- Hiroyuki Nakajima (interno)
- Tsuyoshi Nishioka (interno)
- Norichika Aoki (esterno)
- Atsunori Inaba (esterno)
- Masahiko Morino (esterno)
- G.G. Satō (esterno)

### Prima fase
| Data      | Ora locale | Partita       | Partita | Partita       |
| --------- | ---------- | ------------- | ------- | ------------- |
| 13 agosto | 19-00      | Cuba          | 4-2     | Giappone      |
| 14 agosto | 19.00      | Taipei cinese | 1-6     | Giappone      |
| 15 agosto | 19.00      | Giappone      | 6-0     | Paesi Bassi   |
| 16 agosto | 19.00      | Giappone      | 3-5     | Corea del Sud |
| 18 agosto | 10.30      | Canada        | 0-1     | Giappone      |
| 19 agosto | 18.00      | Giappone      | 10-0    | Cina          |
| 20 agosto | 19.00      | Giappone      | 2-4     | Stati Uniti   |

|  | Qualificate alle semifinali |
|  | Eliminate                   |

| Squadra       | Gioc | Vinte | Perse | Pt.fat | Pt.sub | Perc  |
| ------------- | ---- | ----- | ----- | ------ | ------ | ----- |
| Corea del Sud | 7    | 7     | 0     | 41     | 22     | 1.000 |
| Cuba          | 7    | 6     | 1     | 52     | 23     | .857  |
| Stati Uniti   | 7    | 5     | 2     | 40     | 22     | .714  |
| Giappone      | 7    | 4     | 3     | 36     | 14     | .571  |
| Taipei cinese | 7    | 2     | 5     | 29     | 33     | .286  |
| Canada        | 7    | 2     | 5     | 29     | 20     | .286  |
| Paesi Bassi   | 7    | 1     | 6     | 9      | 50     | .143  |
| Cina          | 7    | 1     | 6     | 14     | 60     | .143  |

### Seconda fase
| Semifinale           | Semifinale | Semifinale    | Semifinale                                        | Semifinale  | Semifinale              |
| -------------------- | ---------- | ------------- | ------------------------------------------------- | ----------- | ----------------------- |
| 22 agosto            | 10.30      | Corea del Sud | 6-2 (0-1, 0-0, 0-1, 1-0, 0-0, 0-0, 1-0, 4-0, X-0) | Giappone    | Wukesong Baseball Field |
| Finale per il bronzo |            |               |                                                   |             |                         |
| 23 agosto            | 10.30      | Giappone      | 4-8 (1-0, 0-1, 3-3, 0-0, 0-4, 0-0, 0-0, 0-0, 0-X) | Stati Uniti | Wukesong Baseball Field |

## Beach volley

### Torneo maschile
Il Giappone è stato rappresentato dalla coppia formata da Kentaro Asahi e Katsuhiro Shiratori.

#### Prima fase
| 10 agosto | 20.00 | Brink - Dieckmann Ch. | 2-0 (21-18, 21-18)        | Asahi - Shiratori | Beach Volleyball Ground |
| 12 agosto | 18:00 | Boersma E. - Ronnes   | 1-2 (15-21, 25-23, 11-15) | Asahi - Shiratori | Beach Volleyball Ground |
| 14 agosto | 19:00 | Gibb - Rosenthal      | 2-1 (21-15, 19-21, 18-16) | Asahi - Shiratori | Beach Volleyball Ground |

| posiz | squadra                           | G | W | P | Sv | Sp | Pf  | Ps  | Pts |
| ----- | --------------------------------- | - | - | - | -- | -- | --- | --- | --- |
| 1     | Gibb - Rosenthal (Stati Uniti)    | 3 | 3 | 0 | 6  | 1  | 142 | 111 | 6   |
| 2     | Asahi - Shiratori (Giappone)      | 3 | 1 | 2 | 3  | 5  | 147 | 151 | 4   |
| 3     | Boersma E. - Ronnes (Paesi Bassi) | 3 | 1 | 2 | 3  | 4  | 125 | 137 | 4   |
| 4     | Brink - Dieckmann Ch. (Germania)  | 3 | 1 | 2 | 2  | 4  | 106 | 121 | 4   |

#### Seconda fase
| Ottavi di finale | Ottavi di finale | Ottavi di finale  | Ottavi di finale   | Ottavi di finale    | Ottavi di finale        |
| ---------------- | ---------------- | ----------------- | ------------------ | ------------------- | ----------------------- |
| 16 agosto        | 18.00            | Asahi - Shiratori | 0-2 (21-23, 15-21) | M. Araujo - F. Luiz | Beach Volleyball Ground |

### Torneo femminile
Il Giappone è stato rappresentato dalla coppia formata da Chiaki Kusuhara e Mika Teru Saiki.

#### Prima fase
| 10 agosto | 09.00 | Walsh - May-Treanor        | 2-0 (21-12, 21-15) | Teru Saiki - Kusuhara | Beach Volleyball Ground |
| 12 agosto | 12:00 | Hakedal - Torlen           | 2-0 (21-8, 21-18)  | Teru Saiki - Kusuhara | Beach Volleyball Ground |
| 14 agosto | 11:00 | F. Grasset - Larrea Peraza | 2-0 (21-18, 21-17) | Teru Saiki - Kusuhara | Beach Volleyball Ground |

| posiz | squadra                           | G | W | P | Sv | Sp | Pf  | Ps  | Pts |
| ----- | --------------------------------- | - | - | - | -- | -- | --- | --- | --- |
| 1     | Walsh - May-Treanor (Stati Uniti) | 3 | 3 | 0 | 6  | 0  | 126 | 85  | 6   |
| 2     | F. Grasset - Larrea Peraza (Cuba) | 3 | 2 | 1 | 4  | 2  | 116 | 116 | 5   |
| 3     | Hakedal - Torlen (Norvegia)       | 3 | 1 | 2 | 2  | 4  | 108 | 111 | 4   |
| 4     | Teru Saiki - Kusuhara (Giappone)  | 3 | 0 | 3 | 0  | 6  | 88  | 126 | 3   |

## Calcio

### Torneo maschile

#### Squadra
Allenatore:  Yasuharu Sorimachi
| N. | Pos. | Giocatore          | Data nascita (età)     | Pres. | Reti | Squadra            |
| -- | ---- | ------------------ | ---------------------- | ----- | ---- | ------------------ |
| 1  | P    | Shūsaku Nishikawa  | 18 giugno 1986 (21)    |       |      | Oita Trinita       |
| 2  | C    | Hajime Hosogai     | 10 giugno 1986 (21)    |       |      | Urawa Red Diamonds |
| 3  | D    | Maya Yoshida       | 24 agosto 1988 (18)    |       |      | Nagoya Grampus     |
| 4  | D    | Hiroki Mizumoto    | 12 settembre 1985 (22) |       |      | Kyoto Sanga        |
| 5  | D    | Yūto Nagatomo      | 12 settembre 1986 (21) |       |      | FC Tokyo           |
| 6  | D    | Masato Morishige   | 21 maggio 1987 (21)    |       |      | Oita Trinita       |
| 7  | D    | Atsuto Uchida      | 27 marzo 1988 (21)     |       |      | Kashima Antlers    |
| 8  | C    | Keisuke Honda      | 13 giugno 1986 (22)    |       |      | VVV-Venlo          |
| 9  | A    | Yōhei Toyoda       | 11 aprile 1985 (23)    |       |      | Montedio Yamagata  |
| 10 | C    | Yōhei Kajiyama     | 24 settembre 1985 (22) |       |      | FC Tokyo           |
| 11 | D    | Shinji Okazaki     | 16 aprile 1986 (22)    |       |      | Shimizu S-Pulse    |
| 12 | C    | Hiroyuki Taniguchi | 27 giugno 1985 (23)    |       |      | Kawasaki Frontale  |
| 13 | D    | Michihiro Yasuda   | 20 dicembre 1987 (20)  |       |      | Gamba Osaka        |
| 14 | C    | Shinji Kagawa      | 17 marzo 1989 (19)     |       |      | Cerezo Osaka       |
| 15 | A    | Takayuki Morimoto  | 7 maggio 1988 (20)     |       |      | Catania            |
| 16 | C    | Takuya Honda       | 17 aprile 1985 (23)    |       |      | Shimizu S-Pulse    |
| 17 | A    | Tadanari Lee       | 19 dicembre 1985 (22)  |       |      | Kashiwa Reysol     |
| 18 | P    | Kaito Yamamoto     | 10 luglio 1985 (23)    |       |      | Shimizu S-Pulse    |

#### Prima fase
| Arbitro: | Diatta |

|  |           |            |
|  | Marcatori | 47’ Holden |

| Arbitro: | Moradi |

|                         |           |            |
| Obinna 58’ Anichebe 74’ | Marcatori | 79’ Toyoda |

| Arbitro: | Baldassi |

|                  |           |  |
| Sibon 73’ (rig.) | Marcatori |  |

| Squadra     | P.ti | G | V | N | P | GF | GS | DR |
| ----------- | ---- | - | - | - | - | -- | -- | -- |
| Nigeria     | 7    | 3 | 2 | 1 | 0 | 4  | 2  | +2 |
| Paesi Bassi | 5    | 3 | 1 | 2 | 0 | 3  | 2  | +1 |
| Stati Uniti | 4    | 3 | 1 | 1 | 1 | 4  | 4  | 0  |
| Giappone    | 0    | 3 | 0 | 0 | 3 | 1  | 4  | -3 |

### Torneo femminile

#### Squadra
Allenatore:  Norio Sasaki
| N. | Pos. | Giocatore        | Data nascita (età)    | Pres. | Reti | Squadra              |
| -- | ---- | ---------------- | --------------------- | ----- | ---- | -------------------- |
| 1  | P    | Miho Fukumoto    | 2 ottobre 1983 (24)   |       |      | Okayama Yunogo Belle |
| 2  | D    | Yukari Kinga     | 2 maggio 1984 (24)    |       |      | Nippon TV Beleza     |
| 3  | D    | Hiromi Ikeda     | 22 dicembre 1975 (32) |       |      | Tasaki Perule        |
| 4  | D    | Azusa Iwashimizu | 14 ottobre 1986 (21)  |       |      | Nippon TV Beleza     |
| 5  | C    | Miyuki Yanagita  | 11 aprile 1981 (27)   |       |      | Urawa Reds           |
| 6  | C    | Tomoe Kato       | 27 maggio 1978 (30)   |       |      | Nippon TV Beleza     |
| 7  | D    | Kozue Andō       | 9 luglio 1982 (26)    |       |      | Kurawa Red Diamonds  |
| 8  | C    | Aya Miyama       | 28 gennaio 1985 (23)  |       |      | Okayama Yunogo Belle |
| 9  | A    | Eriko Arakawa    | 30 ottobre 1979 (28)  |       |      | Nippon TV Beleza     |
| 10 | C    | Homare Sawa      | 6 settembre 1978 (29) |       |      | Nippon TV Beleza     |
| 11 | A    | Shinobu Ōno      | 23 gennaio 1984 (24)  |       |      | Nippon TV Beleza     |
| 12 | A    | Karina Maruyama  | 26 marzo 1983 (25)    |       |      | TEPCO Mareeze        |
| 13 | C    | Ayumi Hara       | 21 febbraio 1979 (29) |       |      | INAC Leonessa        |
| 14 | D    | Kyōko Yano       | 3 giugno 1984 (24)    |       |      | Urawa Reds           |
| 15 | C    | Mizuho Sakaguchi | 15 ottobre 1987 (20)  |       |      | Tasaki Perule        |
| 16 | C    | Rumi Utsugi      | 5 dicembre 1988 (19)  |       |      | Nippon TV Beleza     |
| 17 | A    | Yūki Nagasato    | 15 luglio 1987 (21)   |       |      | Nippon TV Beleza     |
| 18 | P    | Ayumi Kaihori    | 4 settembre 1986 (21) |       |      | INAC Leonessa        |

#### Prima fase
| Arbitro: | Mitchell |

|                            |           |                             |
| Miyama 72’ (rig.) Sawa 86’ | Marcatori | 37’ Yallop 56’ (rig.) Hearn |

| Arbitro: | Kamnueng |

|           |           |  |
| Lloyd 27’ | Marcatori |  |

| Arbitro: | De Silva |

|             |           |                                                        |
| Knutsen 27’ | Marcatori | 31’ Kinga 51’ (aut.) Folstad 52’ Ōno 70’ Sawa 83’ Hara |

| Squadra       | P.ti | G | V | N | P | GF | GS | DR |
| ------------- | ---- | - | - | - | - | -- | -- | -- |
| Stati Uniti   | 6    | 3 | 2 | 0 | 1 | 5  | 2  | +3 |
| Norvegia      | 6    | 3 | 2 | 0 | 1 | 4  | 5  | -1 |
| Giappone      | 4    | 3 | 1 | 1 | 1 | 7  | 4  | +3 |
| Nuova Zelanda | 1    | 3 | 0 | 1 | 2 | 2  | 7  | -5 |

#### Seconda fase
Quarti di finale
| Arbitro: | Beck |

|  |           |                       |
|  | Marcatori | 15’ Sawa 80’ Nagasato |

Semifinale
| Arbitro: | Petignat |

|                     |           |                                           |
| Ōno 17’ Arakawa 93’ | Marcatori | 41’, 81’ Hucles 44’ Chalupny 71’ O'Reilly |

Finale per il bronzo
| Arbitro: | Alvarez |

|                   |           |  |
| Bajramaj 68’, 87’ | Marcatori |  |

## Canoa/kayak
| Gara     | Atleta                                                  | Batterie | Batterie | Semifinali | Semifinali | Finale   | Finale |
| Gara     | Atleta                                                  | Tempo    | Pos.     | Tempo      | Pos.       | Tempo    | Pos.   |
| -------- | ------------------------------------------------------- | -------- | -------- | ---------- | ---------- | -------- | ------ |
| K1 500 m | Ayaka Kuno                                              | 1'52"148 | 4        | 2'01"105   | 9          |          |        |
| K2 500 m | Shinobu Kitamoto Mikiko Takeya                          | 1'46"980 | 6        | 1'43"541   | 1          | 1'43"291 | 5      |
| K4 500 m | Shinobu Kitamoto Ayaka Kuno Yumiko Suzuki Takuya Haneda | 1'38"618 | 5        | 1'37"449   | 2          | 1'36"465 | 6      |

| Gara         | Atleta                         | Preliminari | Preliminari | Preliminari | Preliminari | Semifinali | Semifinali | Finale | Finale | Finale | Finale |
| Gara         | Atleta                         | Manche 1    | Manche 2    | Totale      | Pos.        | Tempo      | Pos.       | Tempo  | Pos.   | Totale | Pos.   |
| ------------ | ------------------------------ | ----------- | ----------- | ----------- | ----------- | ---------- | ---------- | ------ | ------ | ------ | ------ |
| C1 maschile  | Takuya Haneda                  | 94"08       | 92"24       | 186"32      | 14          |            |            |        |        |        |        |
| C2 maschile  | Masatoshi Samma Hiroyuki Nagao | 99"47       | 113"09      | 212"56      | 10          | 110"10     | 9          |        |        |        |        |
| K1 maschile  | Kazuki Yazawa                  | 89"92       | 90"05       | 179"87      | 18          |            |            |        |        |        |        |
| K1 femminile | Yuriko Takeshita               | 111"63      | 113"08      | 224"71      | 15          | 107"86     | 6          | 111"44 | 5      | 219"30 | 4      |

## Canottaggio
| Gara                               | Atleta                        | Batterie | Batterie | Quarti/ Ripescaggi | Quarti/ Ripescaggi | Semifinali | Semifinali         | Finale  | Finale       |
| Gara                               | Atleta                        | Tempo    | Pos.     | Tempo              | Pos.               | Tempo      | Pos.               | Tempo   | Pos.         |
| ---------------------------------- | ----------------------------- | -------- | -------- | ------------------ | ------------------ | ---------- | ------------------ | ------- | ------------ |
| 2 di coppia pesi leggeri           | Kazushige Ura Daisaku Takeda  | 6'24"21  | 4        | 6'43"03            | 3                  | 6'29"30    | 1 (semifinale C/D) | 6'23"02 | 1 (finale C) |
| 2 di coppia pesi leggeri femminile | Akiko Iwamoto Misaki Kumakura | 7'05"67  | 3        | 7'30"92            | 3                  | 7'16"13    | 6                  | 7'08"49 | 3 (finale B) |

## Ciclismo

### BMX
| Gara         | Atleta           | Qualificazione | Qualificazione | Quarti | Quarti | Semifinali | Semifinali | Finale | Finale |
| Gara         | Atleta           | Tempo          | Pos.           | Punti  | Pos.   | Punti      | Pos.       | Tempo  | Pos.   |
| ------------ | ---------------- | -------------- | -------------- | ------ | ------ | ---------- | ---------- | ------ | ------ |
| BMX maschile | Akifumi Sakamoto | 40"548         | 32             | 19     | 7      |            |            |        |        |

### Su pista
| Velocità maschile  | Kazunari Watanabe                                   | 10"346 | 11 | Roberto Chiappa (Italia) Perso (10"786) Primo nei ripescaggi           | Chris Hoy (Gran Bretagna) 10"636 Secondo nei ripescaggi |  |                                |  |
| Velocità maschile  | Tsubasa Kitatsuru                                   | 10"391 | 14 | Mickaël Bourgain (Francia) Perso (10"562) Secondo nei ripescaggi       |                                                         |  |                                |  |
| Velocità femminile | Sakie Tsukuda                                       | 12"134 | 12 | Victoria Pendleton (Gran Bretagna) Perso (11"736) Terza nei ripescaggi |                                                         |  |                                |  |
| Squadre maschile   | Kiyofumi Nagai Tomohiro Nagatsuka Kazunari Watanabe | 44"454 | 6  |                                                                        |                                                         |  | Germania Perso (44"437-43"699) |  |

| Gara                    | Atleta        | Punti        | Pos.         |
| ----------------------- | ------------- | ------------ | ------------ |
| Corsa a punti maschile  | Makoto Iijima | 23           | 8            |
| Corsa a punti femminile | Satomi Wadami | non concluso | non concluso |

| Atleta           | Preliminari | Ripescaggi | Semifinale | Finale |
| ---------------- | ----------- | ---------- | ---------- | ------ |
| Toshiaki Fushimi | 3           | 4          |            |        |
| Kiyofumi Nagai   | 3           | 1          | 2          |        |

### Su strada e Cross country
| Gara                     | Atleta           | Tempo        | Posizione    |
| ------------------------ | ---------------- | ------------ | ------------ |
| Corsa in linea maschile  | Takashi Miyazawa | 6h 55'24"    | 85           |
| Corsa in linea maschile  | Fumiyuki Beppu   | non concluso | non concluso |
| Cronometro maschile      | Fumiyuki Beppu   | 1h 11'05"    | 39           |
| Corsa in linea femminile | Miho Oki         | 3h 33'17"    | 31           |
| Cross country maschile   | Kohei Yamamoto   | doppiata     | doppiata     |
| Cross country femminile  | Rie Katayama     | doppiata     | doppiata     |

## Equitazione
| Gara        | Atleta        | Cavallo         | Dressage | Cross country | Salto | Salto di finale | Totale | Posizione |
| ----------- | ------------- | --------------- | -------- | ------------- | ----- | --------------- | ------ | --------- |
| Individuale | Yoshiaki Oiwa | Gorgeous George | 52,40    | 76,40         | 55    |                 | 136,80 | 49        |

| Gara        | Atleta                                | Cavallo   | Test   | Test | Special test | Special test | Freestyle | Freestyle | Totale | Totale |
| Gara        | Atleta                                | Cavallo   | Punti  | Pos. | Punti        | Pos.         | Punti     | Pos.      | Punti  | Pos.   |
| ----------- | ------------------------------------- | --------- | ------ | ---- | ------------ | ------------ | --------- | --------- | ------ | ------ |
| Individuale | Hiroshi Hoketsu                       | Whisper   | 62,542 | 35   |              |              |           |           |        |        |
| Individuale | Yuko Kitai                            | Rambo     | 59,250 | 45   |              |              |           |           |        |        |
| Individuale | Mieko Yagi                            | Dow Jones | 60,167 | 42   |              |              |           |           |        |        |
| Squadre     | Hiroshi Hoketsu Yuko Kitai Mieko Yagi | v. sopra  |        |      |              |              |           |           | 60,653 | 10     |

| Gara        | Atleta         | Cavallo    | Qualificazioni | Qualificazioni | Qualificazioni | Qualificazioni | Qualificazioni | Qualificazioni | Finale  | Finale  | Finale  | Finale  | Finale | Finale |
| Gara        | Atleta         | Cavallo    | Turno 1        | Turno 1        | Turno 2        | Turno 2        | Turno 3        | Turno 3        | Turno A | Turno A | Turno B | Turno B | Totale | Totale |
| Gara        | Atleta         | Cavallo    | Pen.           | Pos.           | Pen.           | Pos.           | Pen.           | Pos.           | Pen.    | Pos.    | Pen.    | Pos.    | Pen.   | Pos.   |
| ----------- | -------------- | ---------- | -------------- | -------------- | -------------- | -------------- | -------------- | -------------- | ------- | ------- | ------- | ------- | ------ | ------ |
| Individuale | Eiken Sato     | Cayak      | 1              | 14             | 24             | 51             |                |                |         |         |         |         |        |        |
| Individuale | Taizo Sugitani | California | 0              | 1              | 17             | 37             | 9              | 37             | 12      | 29      |         |         |        |        |

## Ginnastica

### Ginnastica artistica
| Gara                         | Atleta                                                                                      | Volteggio | Corpo libero | Cavallo con maniglie | Anelli | Parallele | Sbarra | Trave  | Totale  | Posizione | Finali                                |
| ---------------------------- | ------------------------------------------------------------------------------------------- | --------- | ------------ | -------------------- | ------ | --------- | ------ | ------ | ------- | --------- | ------------------------------------- |
| Qualificazioni maschili      | Takehiro Kashima                                                                            | 14,425    | -            | -                    | 15,975 | 15,550    | 15,150 |        | 61,000  | 61        | nessuna                               |
| Qualificazioni maschili      | Takuya Nakase                                                                               | 15,500    | 14,075       | 15,275               | -      | -         | 15,725 |        | 76,025  | 8         | sbarra                                |
| Qualificazioni maschili      | Makoto Okiguchi                                                                             | 15,275    | -            | -                    | -      | -         | 15,750 |        | 31,025  | 86        | nessuna                               |
| Qualificazioni maschili      | Kōki Sakamoto                                                                               | 14,950    | 14,925       | 15,525               | 16,200 | 15,625    | 14,725 |        | 91,950  | 5         | concorso individuale                  |
| Qualificazioni maschili      | Hiroyuki Tomita                                                                             | 15,175    | 15,175       | 15,025               | 15,200 | 15,775    | 15,550 |        | 91,900  | 6         | concorso individuale, cavallo, sbarra |
| Qualificazioni maschili      | Kōhei Uchimura                                                                              | 15,725    | 14,100       | 14,675               | 16,200 | 16,025    | 15,325 |        | 92,050  | 4         | concorso individuale, corpo libero    |
| Concorso a squadre maschile  | Takehiro Kashima Takuya Nakase Makoto Okiguchi Kōki Sakamoto Hiroyuki Tomita Kōhei Uchimura | 61,675    | 58,625       | 60,500               | 64,125 | 63,15     | 61,475 |        | 369,550 | 2         | sì                                    |
| Qualificazioni femminili     | Mayu Kuroda                                                                                 | 14,725    | 14,850       |                      |        | -         |        | -      | 29,575  | 84        | nessuna                               |
| Qualificazioni femminili     | Yu Minobe                                                                                   | 14,050    | 14,525       |                      |        | -         |        | 13,825 | 42,400  | 76        | nessuna                               |
| Qualificazioni femminili     | Kyoko Oshima                                                                                | 14,700    | 14,450       |                      |        | 14,300    |        | 14,175 | 57,635  | 27        | concorso individuale                  |
| Qualificazioni femminili     | Yuko Shintake                                                                               | 14,675    | -            |                      |        | 15,050    |        | 14,175 | 43,900  | 67        | nessuna                               |
| Qualificazioni femminili     | Koko Tsurumi                                                                                | 14,200    | 15,025       |                      |        | 15,425    |        | 14,325 | 58,975  | 17        | concorso individuale, trave           |
| Qualificazioni femminili     | Miki Uemura                                                                                 | 14,475    | 12,775       |                      |        | 14,575    |        | 12,875 | 54,700  | 50        | nessuna                               |
| Concorso a squadre femminile | Mayu Kuroda Yu Minobe Kyoko Oshima Yuko Shintake Koko Tsurumi Miki Uemura                   | 58,050    | 58,725       |                      |        | 59,900    |        | 56,500 | 233,175 | 8         | sì                                    |

| Gara                           | Atleta                                                                                      | Punteggio   | Posizione   |
| ------------------------------ | ------------------------------------------------------------------------------------------- | ----------- | ----------- |
| Concorso individuale maschile  | Kōki Sakamoto                                                                               | abbandonato | abbandonato |
| Concorso individuale maschile  | Hiroyuki Tomita                                                                             | 91,750      | 4           |
| Concorso individuale maschile  | Kōhei Uchimura                                                                              | 91,975      |             |
| Corpo libero maschile          | Kōhei Uchimura                                                                              | 15,575      | 5           |
| Cavallo maschile               | Hiroyuki Tomita                                                                             | 15,375      | 5           |
| Sbarra maschile                | Takuya Nakase                                                                               | 15,450      | 5           |
| Sbarra maschile                | Hiroyuki Tomita                                                                             | 15,225      | 6           |
| Concorso a squadre maschile    | Takehiro Kashima Takuya Nakase Makoto Okiguchi Kōki Sakamoto Hiroyuki Tomita Kōhei Uchimura | 278,875     |             |
| Concorso individuale femminile | Kyoko Oshima                                                                                | 57,625      | 20          |
| Concorso individuale femminile | Koko Tsurumi                                                                                | 58,100      | 17          |
| Trave femminile                | Koko Tsurumi                                                                                | 14,450      | 8           |
| Concorso a squadre femminile   | Mayu Kuroda Yu Minobe Kyoko Oshima Yuko Shintake Koko Tsurumi Miki Uemura                   | 176,700     | 5           |

### Ginnastica ritmica
| Yuko Endo Chihana Hara Saori Inagaki Nachi Misawa Kotono Tanaka Honami Tsuboi | 15,425 | 15,425 | 30,850 | 10 |  |  |  |  |

### Trampolino
| Gara                 | Atleta           | Qualificazioni | Qualificazioni | Finale | Finale |
| Gara                 | Atleta           | Punti          | Pos.           | Punti  | Pos.   |
| -------------------- | ---------------- | -------------- | -------------- | ------ | ------ |
| Trampolino maschile  | Tetsuya Sotomura | 70,3           | 5              | 39,8   | 4      |
| Trampolino maschile  | Yasuhiro Ueyama  | 69,2           | 9              |        |        |
| Trampolino femminile | Haruka Hirota    | 62,6           | 12             |        |        |

## Hockey su prato

### Torneo femminile
La nazionale giapponese si è qualificata per i Giochi

#### Squadra
La squadra era formata da:
- Kaori Chiba
- Sachimi Iwao
- Akemi Kato (capitano)
- Chie Kimura
- Rika Komazawa
- Tomomi Komori
- Chinami Kozakura
- Keiko Miura
- Sakae Morimoto
- Miyuki Nakagawa
- Ikuko Okamura (portiere)
- Mayumi Ono
- Misaki Osawa
- Toshie Tsukui
- Yukari Yamamoto
- Yuka Yoshikawa (portiere)

#### Prima fase
| Data      | Ora locale | Partita       | Partita | Partita       |
| --------- | ---------- | ------------- | ------- | ------------- |
| 10 agosto | 08.30      | Giappone      | 2-1     | Nuova Zelanda |
| 12 agosto | 18.00      | Stati Uniti   | 1-1     | Giappone      |
| 14 agosto | 18.30      | Giappone      | 1-2     | Argentina     |
| 16 agosto | 20.30      | Gran Bretagna | 2-1     | Giappone      |
| 18 agosto | 08.30      | Germania      | 1-0     | Giappone      |

| Squadra          | P.ti | G | V | P | S | GF | GS | DR |
| ---------------- | ---- | - | - | - | - | -- | -- | -- |
| 1. Germania      | 12   | 5 | 4 | 0 | 1 | 12 | 8  | +4 |
| 2. Argentina     | 11   | 5 | 3 | 2 | 0 | 13 | 7  | +6 |
| 3. Gran Bretagna | 8    | 5 | 2 | 2 | 1 | 7  | 9  | −2 |
| 4. Stati Uniti   | 6    | 5 | 1 | 3 | 1 | 9  | 8  | +1 |
| 5. Giappone      | 4    | 5 | 1 | 1 | 3 | 5  | 7  | −2 |
| 6. Nuova Zelanda | 0    | 5 | 0 | 0 | 5 | 6  | 13 | −7 |

#### Seconda fase
Finale 9º-10º posto
| Arbitro: | Gina Spitaleri (ITA), Lisa Roach (AUS) |

|                          |           |              |
| Park Jeong Sook 18', 48' | Marcatori | 42' Komazawa |

## Judo
| Gara    | Atleta           | Tabellone principale                             | Tabellone principale                     | Tabellone principale                   | Tabellone principale                | Tabellone principale                    | Ripescaggi                           | Ripescaggi                              | Ripescaggi                          | Ripescaggi |
| Gara    | Atleta           | Sedicesimi                                       | Ottavi                                   | Quarti                                 | Semifinali                          | Finale                                  | 1º turno                             | Quarti                                  | Semifinali                          | Finale     |
| ------- | ---------------- | ------------------------------------------------ | ---------------------------------------- | -------------------------------------- | ----------------------------------- | --------------------------------------- | ------------------------------------ | --------------------------------------- | ----------------------------------- | ---------- |
| 60 kg   | Hiraoki Hiraoka  | Taraje Williams-Murray (Stati Uniti) 0000-0001   |                                          |                                        |                                     |                                         |                                      |                                         |                                     |            |
| 66 kg   | Masato Uchishiba | Juan Jacinto Jimenez (Rep. Dominicana) 1001-0000 | Arash Miresmaeili (Iran) 0020-0000       | Mirali Sharipov (Uzbekistan) 0201-0010 | Yordanis Arencibia (Cuba) 0020-0001 | Benjamin Darbelet (Francia) 1000-0000   |                                      |                                         |                                     |            |
| 73 kg   | Yusuke Kanamaru  | Ali Malomat (Iran) 0001-1001                     |                                          |                                        |                                     |                                         | Joao Pina (Portogallo) 0011-0010     | Dashdavaa Gantumur (Mongolia) 0100-0000 | Dirk Van Tichelt (Belgio) 0000-0211 |            |
| 81 kg   | Takashi Ono      | Tiago Camilo (Brasile) 0000-0120                 |                                          |                                        |                                     |                                         |                                      |                                         |                                     |            |
| 90 kg   | Hiroshi Izumi    | Daniel Kelly (Australia) 0010-0000               | Andrei Kazusenok (Bielorussia) 0000-1000 |                                        |                                     |                                         |                                      |                                         |                                     |            |
| 100 kg  | Keiji Suzuki     | Tuvshinbayar Naidan (Mongolia) 0000-1000         |                                          |                                        |                                     |                                         | Benjamin Behrla (Germania) 0000-1000 |                                         |                                     |            |
| +100 kg | Satoshi Ishii    | Paolo Bianchessi (Italia) 1011-0000              | Islam El Shehaby (Egitto) 1001-0000      | Tamerlan Tmenov (Russia) 1001-0000     | Lasha Gujejiani (Georgia) 1011-0000 | Abdullo Tangriev (Uzbekistan) 0010-0000 |                                      |                                         |                                     |            |

| Gara   | Atleta          | Tabellone principale                     | Tabellone principale                     | Tabellone principale                     | Tabellone principale                        | Tabellone principale              | Ripescaggi | Ripescaggi                           | Ripescaggi                          | Ripescaggi                            |
| Gara   | Atleta          | Sedicesimi                               | Ottavi                                   | Quarti                                   | Semifinali                                  | Finale                            | 1º turno   | Quarti                               | Semifinali                          | Finale                                |
| ------ | --------------- | ---------------------------------------- | ---------------------------------------- | ---------------------------------------- | ------------------------------------------- | --------------------------------- | ---------- | ------------------------------------ | ----------------------------------- | ------------------------------------- |
| 48 kg  | Ryoko Tani      | Sayaka Matsumoto (Stati Uniti) 0020-0000 | Wu Shugen (Cina) 0100-0000               | Paula Belen Pareto (Argentina) 0001-0000 | Alina Alexandra Dumitru (Romania) 0010-0100 |                                   |            |                                      |                                     | Lyudmila Bogdanova (Russia) 1000-0000 |
| 52 kg  | Misato Nakamura | bye                                      | Romy Tarangul (Germania) 0001-0000       | Ilse Heylen (Belgio) 0001-0000           | An Kum-ae (Corea del Nord) 0000-0001        |                                   |            |                                      |                                     | Kim Kyungok (Corea del Sud) 0200-0000 |
| 57 kg  | Aiko Sato       | bye                                      | Kifayat Gasimova (Azerbaigian) 1001-0100 | Xu Yan (Cina) 0002-0010                  |                                             |                                   |            | Nina Koivumaki (Finlandia) 1011-0000 | Ketleyn Quadros (Brasile) 0000-1000 |                                       |
| 63 kg  | Ayumi Tanimoto  | bye                                      | Ysis Barreto (Venezuela) 1000-0000       | Kong Jayoung (Corea del Sud) 1000-0001   | Driulis González (Cuba) 1011-0000           | Lucie Décosse (Francia) 1000-0000 |            |                                      |                                     |                                       |
| 70 kg  | Masae Ueno      | Park Kayeon (Corea del Sud) 1010-0000    | Wang Juan (Cina) 1011-0001               | Anett Meszaros (Ungheria) 0200-0000      | Edith Bosch (Paesi Bassi) 0110-0001         | Anaysi Hernández (Cuba) 1000-0000 |            |                                      |                                     |                                       |
| 78 kg  | Sae Nakazawa    | bye                                      | Lucia Morico (Italia) 0001-0010          |                                          |                                             |                                   |            |                                      |                                     |                                       |
| +78 kg | Maki Tsukada    | bye                                      | Anne-Sophie Mondiere (Francia) 1000-0001 | Vanessa Zambotti (Messico) 1000-0000     | Lucija Polavder (Slovenia) 1010-0000        | Tong Wen (Cina) 0010-1001         |            |                                      |                                     |                                       |

## Lotta
| Gara  | Atleta             | Tabellone principale          | Tabellone principale                     | Tabellone principale                        | Tabellone principale                | Tabellone principale                | Ripescaggi | Ripescaggi | Ripescaggi                                |
| Gara  | Atleta             | Sedicesimi                    | Ottavi                                   | Quarti                                      | Semifinali                          | Finale                              | Quarti     | Semifinali | Finale                                    |
| ----- | ------------------ | ----------------------------- | ---------------------------------------- | ------------------------------------------- | ----------------------------------- | ----------------------------------- | ---------- | ---------- | ----------------------------------------- |
| 55 kg | Tomohiro Matsunaga | Adama Diatta (Senegal) 1-0, F | Sezar Akgul (Turchia) 5-0, 3-0           | Dilshod Mansurov (Uzbekistan) 2-1, 0-1, 2-1 | Besik Kudukhov (Russia) 3-0, F      | Henry Cejudo (Stati Uniti) 2-2, 0-3 |            |            |                                           |
| 60 kg | Kenichi Yumoto     | bye                           | Vitaly Koryakin (Tagikistan) 2-2, F      | Yogeshwar Dutt (India) 0-1, 4-1, 2-1        | Vasyl Fedoryshyn (Ucraina) 2-3, 0-1 |                                     |            |            | Bazar Bazarguruev (Kirghizistan) 1-0, 2-0 |
| 66 kg | Kazuhiko Ikematsu  | bye                           | Otar Tushishvili (Georgia) 1-4, 3-0, 0-1 |                                             |                                     |                                     |            |            |                                           |

| 48 kg | Chiharu Ichō    | Li Xiaomei (Cina) 0-1, 1-0, 1-0          | Irini Merleni (Ucraina) 0-1, F       | Clarissa Chun (Stati Uniti) 1-0, 0-3, 1-1 | Carol Huynh (Canada) 0-4, 1-2      |  |  |                                    |  |  |  |  |  |  |  |  |  |  |  |  |  |  |  |  |  |  |  |  |  |  |  |  |  |  |  |  |  |  |  |  |  |  |  |  |  |  |  |  |
| 55 kg | Saori Yoshida   | Ida-Theres Nerell (Svezia) 3-1, 4-0      | Natalia Golts (Russia) 2-1, 4-0      | Tonya Verbeek (Canada) 2-0, 6-0           | Xu Li (Cina) 2-0, F                |  |  |                                    |  |  |  |  |  |  |  |  |  |  |  |  |  |  |  |  |  |  |  |  |  |  |  |  |  |  |  |  |  |  |  |  |  |  |  |  |  |  |  |  |
| 63 kg | Kaori Ichō      | Olesya Zamula (Azerbaigian) 2-0, F       | Randi Miller (Stati Uniti) 3-0, F    | Martine Dugrenier (Canada) 1-0, 0-1, 1-1  | Alena Kartashova (Russia) 1-0, 2-0 |  |  |                                    |  |  |  |  |  |  |  |  |  |  |  |  |  |  |  |  |  |  |  |  |  |  |  |  |  |  |  |  |  |  |  |  |  |  |  |  |  |  |  |  |
| 72 kg | Kyoko Hamaguchi | Elena Perepelkina (Russia) 1-0, 0-1, 1-0 | Rosangela Conceicao (Brasile) 1-0, F | Wang Jiao (Cina) 2-5, F                   |                                    |  |  | Ali Bernard (Stati Uniti) 3-0, 3-1 |  |  |  |  |  |  |  |  |  |  |  |  |  |  |  |  |  |  |  |  |  |  |  |  |  |  |  |  |  |  |  |  |  |  |  |  |  |  |  |  |

| Gara  | Atleta           | Tabellone principale                  | Tabellone principale                    | Tabellone principale | Tabellone principale | Tabellone principale | Ripescaggi | Ripescaggi | Ripescaggi |
| Gara  | Atleta           | Sedicesimi                            | Ottavi                                  | Quarti               | Semifinali           | Finale               | Quarti     | Semifinali | Finale     |
| ----- | ---------------- | ------------------------------------- | --------------------------------------- | -------------------- | -------------------- | -------------------- | ---------- | ---------- | ---------- |
| 60 kg | Makoto Sasamoto  | Karen Mnatsakanyan (Armenia) 2-1, 3-0 | Armen Nazarian (Bulgaria) 4-0, 0-2, 0-2 |                      |                      |                      |            |            |            |
| 84 kg | Shingo Matsumoto | Denis Forov (Armenia) 2-4, 0-6        |                                         |                      |                      |                      |            |            |            |
| 96 kg | Kenzo Kato       | Daigoro Timoncini (Italia) 0-2, 0-6   |                                         |                      |                      |                      |            |            |            |

## Nuoto
| Gara                           | Atleta                                                          | Batterie | Batterie | Semifinali | Semifinali | Finale  | Finale |
| Gara                           | Atleta                                                          | Tempo    | Pos.     | Tempo      | Pos.       | Tempo   | Pos.   |
| ------------------------------ | --------------------------------------------------------------- | -------- | -------- | ---------- | ---------- | ------- | ------ |
| 100 m stile libero             | Hisayoshi Satō                                                  | 49"85    | 40       |            |            |         |        |
| 200 m stile libero             | Yoshihiro Okumura                                               | 1'46"98  | 8        | 1'46"44    | 6          | 1'47"14 | 7      |
| 200 m stile libero             | Sho Uchida                                                      | 1'48"34  | 24       |            |            |         |        |
| 400 m stile libero             | Takeshi Matsuda                                                 |          |          | 3'44"99    | 10         |         |        |
| 1500 m stile libero            | Takeshi Matsuda                                                 |          |          | 15'09"17   | 18         |         |        |
| 100 m dorso                    | Tomomi Morita                                                   | 54"21    | 12       | 53"95      | 10         |         |        |
| Junichi Miyashita              | 54"12                                                           | 10       | 53"69    | 7          | 53"99      | 8       |        |
| 200 m dorso                    | Ryōsuke Irie                                                    | 1'57"68  | 7        | 1'56"38    | 3          | 1'55"72 | 5      |
| 200 m dorso                    | Takashi Nakano                                                  | 1'59"59  | 21       |            |            |         |        |
| 100 m rana                     | Kōsuke Kitajima                                                 | 59"52    | 2        | 59"55      | 2          | 58"91   |        |
| 100 m rana                     | Yuta Suenaga                                                    | 1'00"67  | 13       | 1'00"67    | 13         |         |        |
| 200 m rana                     | Kōsuke Kitajima                                                 | 2'09"89  | 6        | 2'08"61    | 1          | 2'07"64 |        |
| 200 m rana                     | Yuta Suenaga                                                    | 2'11"30  | 17       |            |            |         |        |
| 100 m farfalla                 | Takurō Fujii                                                    | 51"50    | 7        | 51"59      | 7          | 51"50   | 6      |
| 100 m farfalla                 | Masayuki Kishida                                                | 52"45    | 25       |            |            |         |        |
| 200 m farfalla                 | Takeshi Matsuda                                                 | 1'55"06  | 4        | 1'54"02    | 2          | 1'52"97 |        |
| 200 m farfalla                 | Ryuichi Shibata                                                 | 1'55"82  | 11       | 1'56"17    | 13         |         |        |
| 200 m misti                    | Ken Takakuwa                                                    | 1'58"51  | 4        | 1'58"49    | 5          | 1'58"22 | 5      |
| 200 m misti                    | Takurō Fujii                                                    | 1'59"19  | 8        | 1'59"59    | 10         |         |        |
| Staffetta 4x100 m stile libero | Takurō Fukii Hisayoshi Satō Masayuki Kishida Yoshihiro Okumura  |          |          | 3'17"28    | 14         |         |        |
| Staffetta 4x200 m stile libero | Yoshihiro Okumura Sho Uchida Yasunori Mononobe Hisato Matsumoto |          |          | 7'09"12    | 7          | 7'10"31 | 7      |
| Staffetta 4x100 m misti        | Junichi Miyashita Kōsuke Kitajima Takurō Fujii Hisayoshi Satō   |          |          | 3'32"81    | 3          | 3'31"18 |        |

| Gara                           | Atleta                                                        | Batterie | Batterie | Semifinali | Semifinali | Finale  | Finale |
| Gara                           | Atleta                                                        | Tempo    | Pos.     | Tempo      | Pos.       | Tempo   | Pos.   |
| ------------------------------ | ------------------------------------------------------------- | -------- | -------- | ---------- | ---------- | ------- | ------ |
| 200 m stile libero             | Haruka Ueda                                                   | 1'57"64  | 8        | 1'58"44    | 13         |         |        |
| 200 m stile libero             | Maki Mita                                                     | 1'59"96  | 21       |            |            |         |        |
| 400 m stile libero             | Ai Shibata                                                    |          |          | 4'17"96    | 31         |         |        |
| 800 m stile libero             | Ai Shibata                                                    |          |          | 8'41"63    | 27         |         |        |
| 800 m stile libero             | Maiko Fujino                                                  |          |          | 8'35"60    | 21         |         |        |
| 100 m dorso                    | Reiko Nakamura                                                | 59"36    | 2        | 59"64      | 3          | 59"72   | 6      |
| 100 m dorso                    | Hanae Itō                                                     | 1'00"16  | 8        | 1'00"13    | 7          | 1'00"18 | 8      |
| 200 m dorso                    | Reiko Nakamura                                                | 2'09"77  | 12       | 2'08"21    | 4          | 2'07"13 |        |
| 200 m dorso                    | Hanae Itō                                                     | 2'10"05  | 14       | 1'09"86    | 12         |         |        |
| 100 m rana                     | Asami Kitagawa                                                | 1'08"36  | 15       | 1'08"23    | 8          | 1'08"43 | 8      |
| 100 m rana                     | Mequmi Taneda                                                 | 1'08"45  | 17       |            |            |         |        |
| 200 m rana                     | Rie Kanetō                                                    | 2'24"62  | 5        | 2'25"65    | 8          | 2'25"14 | 7      |
| 200 m rana                     | Megumi Taneda                                                 | 2'24"75  | 6        | 2'25"42    | 7          | 2'25"23 | 8      |
| 100 m farfalla                 | Yūko Nakanishi                                                | 58"61    | 18       |            |            |         |        |
| 100 m farfalla                 | Yuka Katō                                                     | 58"94    | 23       |            |            |         |        |
| 200 m farfalla                 | Yūko Nakanishi                                                | 2'06"62  | 3        | 2'06"96    | 5          | 2'07"32 | 5      |
| 200 m farfalla                 | Natsumi Hoshi                                                 | 2'07"02  | 6        | 2'07"93    | 10         |         |        |
| 200 m misti                    | Asami Kitagawa                                                | 2'12"47  | 9        | 2'12"18    | 8          | 2'11"56 | 6      |
| 400 m misti                    | Maiko Fujino                                                  |          |          | 4'37"35    | 11         |         |        |
| 400 m misti                    | Saori Haruguchi                                               |          |          | 4'45"22    | 26         |         |        |
| Staffetta 4x100 m stile libero | Haruka Ueda Misaki Yamaguchi Asami Kitagawa Maki Mita         |          |          | 3'39"25    | 9          |         |        |
| Staffetta 4x200 m stile libero | Haruka Ueda Misaki Yamaguchi Emi Takanabe Maki Mita           |          |          | 7'55"63    | 8          | 7'57"56 | 7      |
| Staffetta 4x100 m misti        | Hanae Itō Asami Kitagawa Yuka Katō Haruka Ueda Reiko Nakamura |          |          | 3'59"91    | 6          | 3'59"54 | 6      |

## Nuoto sincronizzato
| Gara    | Atlete | Technical Routine | Technical Routine | Free Routine (preliminari) | Free Routine (preliminari) | Free Routine (finale) | Free Routine (finale) | Punteggio totale | Posizione finale |
| Gara    | Atlete | Punteggio         | Pos.              | Punteggio                  | Pos.                       | Punteggio             | Pos.                  | Punteggio totale | Posizione finale |
| ------- | --- | ----------------- | ----------------- | -------------------------- | -------------------------- | --------------------- | --------------------- | ---------------- | ---------------- |
| Duo     | Saho Harada Emiko Suzuki | 48,250            | 3                 | 48,500                     | 3                          | 48,917                | 3                     | 97,167           |                  |
| Squadre | Ai Aoki Saho Harada Yumiko Ishiguro Naoko Kawashima Hiromi Kobayashi Erika Komura Ayako Matsumura Emiko Suzuki Masako Tachibana | 48,167            | 4                 |                            |                            | 47,167                | 6                     | 95,334           | 5                |

## Pallavolo

### Torneo maschile
La nazionale giapponese si è qualificata per i Giochi nel torneo preolimpico asiatico.

#### Squadra
La squadra era formata da:
- Nobuharu Saito
- Daisuke Usami
- Takahiro Yamamoto
- Masaji Ogino January
- Yoshihiko Matsumoto
- Kota Yamamura
- Kunihiro Shimizu
- Tatsuya Fukuzawa
- Katsutoshi Tsumagari
- Yūsuke Ishijima
- Yū Koshikawa
- Kosuke Tomonaga

#### Prima fase
| 10 agosto | 12.00 | Italia    | 3-1 (25-19, 25-18, 23-25, 25-17)        | Giappone    | Beijing Institute of Technology Gymnasium |
| 12 agosto | 22.00 | Bulgaria  | 3-1 (29-27, 23-25, 25-21, 25-19)        | Giappone    | Capital Indoor Stadium                    |
| 14 agosto | 20.00 | Cina      | 3-2 (25-20, 25-23, 17-25, 16-25, 15-10) | Giappone    | Capital Indoor Stadium                    |
| 16 agosto | 22.00 | Venezuela | 3-0 (25-23, 25-21, 25-23)               | Giappone    | Capital Indoor Stadium                    |
| 18 agosto | 22.00 | Giappone  | 0-3 (18-25, 12-25, 21-25)               | Stati Uniti | Capital Indoor Stadium                    |

| posiz | squadra     | G | W | P | Sv | Sp | Quoz  | Pf  | Ps  | Quoz  | Pts |
| ----- | ----------- | - | - | - | -- | -- | ----- | --- | --- | ----- | --- |
| 1     | Stati Uniti | 5 | 5 | 0 | 15 | 4  | 3,750 | 460 | 371 | 1,240 | 10  |
| 2     | Italia      | 5 | 4 | 1 | 13 | 6  | 2,167 | 439 | 401 | 1,095 | 9   |
| 3     | Bulgaria    | 5 | 3 | 2 | 10 | 9  | 1,111 | 446 | 440 | 1,014 | 8   |
| 4     | Cina        | 5 | 2 | 3 | 9  | 13 | 0,692 | 445 | 492 | 0,904 | 7   |
| 5     | Venezuela   | 5 | 1 | 4 | 8  | 12 | 0,667 | 421 | 451 | 0,933 | 6   |
| 6     | Giappone    | 5 | 0 | 5 | 4  | 15 | 0,267 | 392 | 448 | 0,875 | 5   |

### Torneo femminile
La nazionale giapponese si è qualificata per i Giochi nel torneo preolimpico mondiale.

## Pentathlon moderno
| Gara     | Atleta             | Tiro  | Tiro  | Scherma  | Scherma | Nuoto   | Nuoto | Equitazione | Equitazione | Corsa    | Corsa | Punteggio totale | Posizione |
| Gara     | Atleta             | Punti | Punt. | Vittorie | Punt.   | Tempo   | Punt. | Punti       | Punt.       | Tempo    | Punt. | Punteggio totale | Posizione |
| -------- | ------------------ | ----- | ----- | -------- | ------- | ------- | ----- | ----------- | ----------- | -------- | ----- | ---------------- | --------- |
| Maschile | Yoshihiro Murakami | 181   | 1108  | 12       | 688     | 2'10"74 | 1232  | 98,33       | 980         | 10'56"35 | 736   | 4744             | 31        |

## Pugilato
| Gara                | Atleta            | Sedicesimi | Ottavi                             | Quarti | Semifinali | Finale |
| ------------------- | ----------------- | ---------- | ---------------------------------- | ------ | ---------- | ------ |
| Pesi piuma          | Satoshi Shimizu   | bye        | Yakup Kılıç (Turchia) 9-12         |        |            |        |
| Pesi welter leggeri | Masatsugu Kawachi | bye        | Manus Boonjumnong (Thailandia) 1-8 |        |            |        |

## Scherma
| Gara                 | Atleta        | Turno 1                       | Sedicesimi                    | Ottavi                                | Quarti                         | Semifinali                     | Finale                             |
| -------------------- | ------------- | ----------------------------- | ----------------------------- | ------------------------------------- | ------------------------------ | ------------------------------ | ---------------------------------- |
| Fioretto individuale | Kenta Chida   |                               | Lau Kwok Kin (Hong Kong) 15-6 | Benjamin Kleibrink (Germania) 10-15   |                                |                                |                                    |
| Fioretto individuale | Yūki Ōta      |                               | João Souza (Brasile) 15-4     | Choi Byung Chul (Corea del Sud) 15-14 | Peter Joppich (Germania) 15-12 | Salvatore Sanzo (Italia) 15-14 | Benjamin Kleibrink (Germania) 9-15 |
| Sciabola individuale | Satoshi Ogawa | Mamadou Keita (Senegal) 14-15 |                               |                                       |                                |                                |                                    |
| Spada individuale    | Shogo Nishida | Paris Inostroza (Cile) 11-15  |                               |                                       |                                |                                |                                    |

| Gara                 | Atleta          | Turno 1 | Sedicesimi                         | Ottavi                             | Quarti                            | Semifinali | Finale |
| -------------------- | --------------- | ------- | ---------------------------------- | ---------------------------------- | --------------------------------- | ---------- | ------ |
| Fioretto individuale | Chieko Sugawara | bye     | Jung Gilok (Corea del Sud) 11-9    | Carolin Golubytskyi (Germania) 6-5 | Nam Hyunhee (Corea del Sud) 10-15 |            |        |
| Sciabola individuale | Madoka Hisagae  | bye     | Ekaterina D'jačenko (Russia) 10-15 |                                    |                                   |            |        |
| Spada individuale    | Megumi Harada   |         | Amber Parkinson (Australia) 15-9   | Ana Maria Brânză (Romania) 11-15   |                                   |            |        |

## Softball
La nazionale giapponese si è qualificata per i Giochi grazie al secondo posto ottenuto nel campionato mondiale del 2006.

### Squadra
La squadra era formata da:
- Naho Emoto
- Motoko Fujimoto
- Megu Hirose
- Emi Inui
- Sachiko Ito
- Ayumi Karino
- Satoko Mabuchi
- Yukiyo Mine
- Masumi Mishina
- Rei Nishiyama
- Hiroko Sakai
- Rie Sato
- Mika Someya
- Yukiko Ueno
- Eri Yamada

### Prima fase
| Data      | Ora locale | Partita       | Partita        | Partita     |
| --------- | ---------- | ------------- | -------------- | ----------- |
| 12 agosto | 19:30      | Giappone      | 4-3            | Australia   |
| 13 agosto | 17.00      | Taipei cinese | 1-2            | Giappone    |
| 14 agosto | 17.00      | Giappone      | 3-0            | Paesi Bassi |
| 15 agosto | 12.00      | Giappone      | 0-7 (5 inning) | Stati Uniti |
| 16 agosto | 09.30      | Cina          | 0-3            | Giappone    |
| 17 agosto | 12.00      | Giappone      | 5-2            | Venezuela   |
| 18 agosto | 17.00      | Canada        | 0-6            | Giappone    |

|  | Qualificate alle semifinali |
|  | Eliminate                   |

| Squadra       | Gioc | Vinte | Perse | Pt.fat | Pt.sub | Perc  |
| ------------- | ---- | ----- | ----- | ------ | ------ | ----- |
| Stati Uniti   | 7    | 7     | 0     | 53     | 1      | 1.000 |
| Giappone      | 7    | 6     | 1     | 23     | 13     | .857  |
| Australia     | 7    | 5     | 2     | 30     | 11     | .714  |
| Canada        | 7    | 3     | 4     | 17     | 23     | .429  |
| Cina          | 7    | 2     | 5     | 19     | 21     | .286  |
| Taipei cinese | 7    | 2     | 5     | 10     | 23     | .286  |
| Venezuela     | 7    | 2     | 5     | 15     | 35     | .286  |
| Paesi Bassi   | 7    | 1     | 6     | 8      | 48     | .143  |

### Seconda fase
Semifinale
| Pechino 20 agosto 2008, ore 09.30 | Giappone | 1 – 4 referto | Stati Uniti | Fengtai Softball Field |

Finale per il bronzo
| Pechino 20 agosto 2008, ore 17.00 | Giappone | 4 – 3 referto | Australia | Fengtai Softball Field |

Finale
| Pechino 21 agosto 2008, ore 18.30 | Stati Uniti | 1 – 3 referto | Giappone | Fengtai Softball Field |

## Sollevamento pesi
| Gara  | Atleta            | Strappo | Strappo | Slancio | Slancio | Totale | Posizione |
| Gara  | Atleta            | Ris.    | Pos.    | Ris.    | Pos.    | Totale | Posizione |
| ----- | ----------------- | ------- | ------- | ------- | ------- | ------ | --------- |
| 56 kg | Yasunobu Sekikawa | 114     | 12      | 142     | 11      | 256    | 11        |
| 56 kg | Masaharu Yamada   | 106     | 17      | 153     | 6       | 259    | 9         |
| 69 kg | Yoshito Shintani  | 135     | 15      | 175     | 8       | 320    | 7         |

| Gara  | Atleta        | Strappo | Strappo | Slancio | Slancio | Totale | Posizione |
| Gara  | Atleta        | Ris.    | Pos.    | Ris.    | Pos.    | Totale | Posizione |
| ----- | ------------- | ------- | ------- | ------- | ------- | ------ | --------- |
| 48 kg | Hiromi Miyake | 80      | 6       | 105     | 6       | 185    | 6         |
| 48 kg | Misaki Oshiro | 80      | 8       | 92      | 8       | 172    | 8         |
| 69 kg | Rika Saito    | 87      | 9       | 122     | 7       | 209    | 8         |

## Taekwondo
| Gara  | Atleta         | Tabellone principale                | Tabellone principale | Tabellone principale | Tabellone principale | Ripescaggi | Ripescaggi |
| Gara  | Atleta         | Ottavi                              | Quarti               | Semifinali           | Finale               | Semifinali | Finale     |
| ----- | -------------- | ----------------------------------- | -------------------- | -------------------- | -------------------- | ---------- | ---------- |
| 67 kg | Yoriko Okamoto | Mouna Benabderrassoul (Marocco) 0-2 |                      |                      |                      |            |            |

## Tennis
| Gara                | Atleta                   | Trentaduesimi                                  | Sedicesimi                                 | Ottavi                                                | Quarti | Semifinali | Finale |
| ------------------- | ------------------------ | ---------------------------------------------- | ------------------------------------------ | ----------------------------------------------------- | ------ | ---------- | ------ |
| Singolare maschile  | Kei Nishikori            | Rainer Schüttler (Germania) 4-6, 7-65, 3-6     |                                            |                                                       |        |            |        |
| Singolare femminile | Ayumi Morita             | Marina Eraković (Nuova Zelanda) 5-7, 7-67, 6-4 | Li Na (Cina) 2-6, 5-7                      |                                                       |        |            |        |
| Singolare femminile | Ai Sugiyama              | Daniela Hantuchová (Slovacchia) 2-6, 5-7       |                                            |                                                       |        |            |        |
| Doppio femminile    | Ayumi Morita Ai Sugiyama |                                                | Gréta Arn Ágnes Szávay (Ungheria) 6-3, 6-3 | Serena Williams Venus Williams (Stati Uniti) 5-7, 2-6 |        |            |        |

## Tennis tavolo
| Gara              | Atleta          | Preliminari | Turno 1                                                      | Turno 2                                                               | Turno 3                                                                   | Turno 4                                                | Quarti | Semifinali | Finale |
| ----------------- | --------------- | ----------- | ------------------------------------------------------------ | --------------------------------------------------------------------- | ------------------------------------------------------------------------- | ------------------------------------------------------ | ------ | ---------- | ------ |
| Singolo maschile  | Seiya Kishikawa | bye         | Zhang Peng (Canada) 4-2 (11-9, 9-11, 11-6, 8-11, 11-5, 11-9) | Tan Ruiwu (Croazia) 1-4 (11-7, 9-11, 4-11, 4-11, 3-11)                |                                                                           |                                                        |        |            |        |
| Singolo maschile  | Jun Mizutani    | bye         | bye                                                          | Damien Eloi (Francia) 4-3 (11-9, 7-11, 15-13, 7-11, 8-11, 11-8, 11-1) | Kallinikos Kreangka (Grecia) 1-4 (11-9, 9-11, 4-11, 8-11, 3-11)           |                                                        |        |            |        |
| Singolo maschile  | Kan Yo          | bye         | bye                                                          | bye                                                                   | Alexey Grigoryevich Smirnov (Russia) 4-1 (9-11, 11-8, 11-9, 14-12, 17-15) | Wang Hao (Cina) 1-4 (6-11, 11-9, 8-11, 5-11, 4-11)     |        |            |        |
| Singolo femminile | Ai Fukuhara     | bye         | bye                                                          | bye                                                                   | Hu Melek (Turchia) 4-1 (11-6, 11-8, 11-7, 9-11, 11-5)                     | Zhang Yining (Cina) 1-4 (5-11, 2-11, 5-11, 11-9, 8-11) |        |            |        |
| Singolo femminile | Haruna Fukuoka  | bye         | bye                                                          | Nanthana Komwong (Thailandia) 4-0 (11-9, 11-7, 11-9, 11-5)            | Kim Kyung Ah (Corea del Sud) 2-4 (9-11, 16-14, 10-12, 14-12, 9-11, 7-11)  |                                                        |        |            |        |
| Singolo femminile | Sayaka Hirano   | bye         | bye                                                          | bye                                                                   | Gao Jun (Stati Uniti) 1-4 (12-14, 1-11, 12-10, 7-11, 12-14)               |                                                        |        |            |        |

### Gara a squadre maschile
La squadra maschile era formata da Seiya Kishikawa, Jun Mizutani e Kan Yo.

#### Prima fase
| 13 agosto 2008 | Giappone | 3 – 0 | Nigeria |  |

| 13 agosto 2008 | Giappone | 3 – 0 | Russia |  |

| 14 agosto 2008 | Hong Kong | 0 – 3 | Giappone |  |

| Squadra   | P.ti | G | V | P | GV | GP |
| --------- | ---- | - | - | - | -- | -- |
| Giappone  | 6    | 3 | 3 | 0 | 9  | 0  |
| Hong Kong | 5    | 3 | 2 | 1 | 6  | 4  |
| Nigeria   | 4    | 3 | 1 | 2 | 3  | 8  |
| Russia    | 3    | 3 | 0 | 3 | 3  | 9  |

#### Seconda fase
Semifinale
| 16 agosto 2008 | Germania | 3 – 2 | Giappone |  |

Tabellone per il bronzo, semifinale
| 17 agosto 2008 | Giappone | 1 – 3 | Austria |  |

### Gara a squadre femminile
La squadra femminile era formata da Ai Fukuhara, Haruna Fukuoka e Sayaka Hirano.

#### Prima fase
| 13 agosto 2008 | Giappone | 3 – 0 | Australia |  |

| 14 agosto 2008 | Giappone | 3 – 2 | Spagna |  |

| 14 agosto 2008 | Corea del Sud | 3 – 0 | Giappone |  |

| Squadra       | P.ti | G | V | P | GV | GP |
| ------------- | ---- | - | - | - | -- | -- |
| Corea del Sud | 6    | 3 | 3 | 0 | 9  | 0  |
| Giappone      | 5    | 3 | 2 | 1 | 6  | 5  |
| Spagna        | 4    | 3 | 1 | 2 | 5  | 6  |
| Australia     | 3    | 3 | 0 | 3 | 0  | 9  |

#### Seconda fase
Tabellone per il bronzo, quarti di finale
| 15 agosto 2008 | Giappone | 3 – 0 | Austria |  |

Tabellone per il bronzo, semifinale
| 16 agosto 2008 | Giappone | 3 – 2 | Hong Kong |  |

Tabellone per il bronzo, finale
| 17 agosto 2008 | Giappone | 0 – 3 | Corea del Sud |  |

## Tiro
| Gara                         | Atleta              | Qualificazioni | Qualificazioni | Finale    | Finale       | Finale |
| Gara                         | Atleta              | Punteggio      | Pos.           | Punteggio | Punt. totale | Pos.   |
| ---------------------------- | ------------------- | -------------- | -------------- | --------- | ------------ | ------ |
| Carabina 10 m aria compressa | Toshikazu Yamashita | 590            | 28             |           |              |        |
| Carabina 50 m a terra        | Toshikazu Yamashita | 593            | 18             |           |              |        |
| Carabina 50 m tre posizioni  | Toshikazu Yamashita | 1167           | 15             |           |              |        |
| Pistola 10 m aria compressa  | Susumu Kobayashi    | 577            | 23             |           |              |        |
| Pistola 10 m aria compressa  | Tomoyuki Matsuda    | 579            | 19             |           |              |        |
| Pistola 50 m                 | Susumu Kobayashi    | 558            | 10             |           |              |        |
| Pistola 50 m                 | Tomoyuki Matsuda    | 558            | 9              |           |              |        |

| Gara                        | Atleta            | Qualificazioni | Qualificazioni | Finale    | Finale       | Finale |
| Gara                        | Atleta            | Punteggio      | Pos.           | Punteggio | Punt. totale | Pos.   |
| --------------------------- | ----------------- | -------------- | -------------- | --------- | ------------ | ------ |
| Pistola 10 m aria compressa | Michiko Fukushima | 373            | 38             |           |              |        |
| Pistola 25 m                | Michiko Fukushima | 581            | 10             |           |              |        |
| Trap                        | Yukie Nakayama    | 67             | 6              | 19        | 86           | 4      |

## Tiro con l'arco
| Gara                  | Atleta                                       | Turno di qualificazione | Turno di qualificazione | Turno 1                                      | Turno 2                                 | Ottavi                                 | Quarti                                 | Semifinali | Finale |
| Gara                  | Atleta                                       | Punteggio               | Pos.                    | Turno 1                                      | Turno 2                                 | Ottavi                                 | Quarti                                 | Semifinali | Finale |
| --------------------- | -------------------------------------------- | ----------------------- | ----------------------- | -------------------------------------------- | --------------------------------------- | -------------------------------------- | -------------------------------------- | ---------- | ------ |
| Individuale maschile  | Takaharu Furukawa                            | 663                     | 17                      | Maksim Kunda (Bielorussia) 111(+18)-111(+19) |                                         |                                        |                                        |            |        |
| Individuale maschile  | Ryuichi Moriya                               | 661                     | 22                      | Piotr Piatek (Polonia) 109(+10)-109(+9)      | Wang Cheng Pang (Taipei cinese) 114-109 | Baljinima Tsyrempilov (Russia) 113-110 | Viktor Ruban (Ucraina) 106-115         |            |        |
| Individuale femminile | Nami Hayakawa                                | 649                     | 9                       | Elena Mousikou (Cipro) 112-103               | Jennifer Nichols (Stati Uniti) 105-103  | Naomi Folkard (Gran Bretagna) 106-97   | Park Sung-Hyun (Corea del Sud) 103-112 |            |        |
| Individuale femminile | Yūki Hayashi                                 | 616                     | 48                      | Kristina Esebua (Georgia) 102(+8)-102(+9)    |                                         |                                        |                                        |            |        |
| Individuale femminile | Sayoko Kitabatake                            | 616                     | 46                      | Justyna Mospinek (Polonia) 103-101           | Bérengère Schuh (Francia) 100-112       |                                        |                                        |            |        |
| Squadre femminile     | Nami Hayakawa Yūki Hayashi Sayoko Kitabatake | 1881                    | 7                       |                                              |                                         | Colombia 206-199                       | Gran Bretagna 196-201                  |            |        |

## Triathlon
| Gara           | Atleta           | Nuoto  | Ciclismo  | Corsa  | Tempo totale | Posizione |
| -------------- | ---------------- | ------ | --------- | ------ | ------------ | --------- |
| Gara maschile  | Hirokatsu Tayama | 18'04" | 59'12"    | 37'58" | 1h 56'13"68  | 48        |
| Gara maschile  | Ryosuke Yamamoto | 18'27" | 58'53"    | 33'56" | 1h 52'11"98  | 30        |
| Gara femminile | Juri Ide         | 19'50" | 1h 04'24" | 35'05" | 2h 00'23"77  | 5         |
| Gara femminile | Kiyomi Niwata    | 19'56" | 1h 04'14" | 35'26" | 2h 00'51"85  | 9         |
| Gara femminile | Ai Ueda          | 20"17  | 1h 03'56" | 37'09  | 2h 02'19"09  | 17        |

## Tuffi
| Gara                       | Atleta       | Preliminari | Preliminari | Semifinale | Semifinale | Finale | Finale |
| Gara                       | Atleta       | Punti       | Pos.        | Punti      | Pos.       | Punti  | Pos.   |
| -------------------------- | ------------ | ----------- | ----------- | ---------- | ---------- | ------ | ------ |
| Trampolino 3 m maschile    | Ken Terauchi | 452,80      | 10          | 478,25     | 7          | 442,50 | 11     |
| Piattaforma 10 m femminile | Mai Nakagawa | 331,40      | 9           | 314,60     | 10         | 296,30 | 11     |

## Vela
| Windsurf maschile  | Makoto Tomizawa              | 6  | 20 | 6  | 14 | 7  | 23     | 8  | 36 DSQ | 12 | 2          |    |   |            |            |            | 18 | 116 | 10 |
| Windsurf femminile | Yasuko Kosuge                | 9  | 12 | 4  | 17 | 14 | 18     | 18 | 11     | 10 | 7          |    |   |            |            |            |    | 102 | 13 |
| Laser maschile     | Yoichi Iijima                | 36 | 32 | 16 | 17 | 31 | 44 BFD | 31 | 44 DNF | 28 | cancellata |    |   |            |            |            |    | 235 | 35 |
| 470 femminile      | Tetsuya Matsunaga Taro Ueno  | 1  | 20 | 24 | 13 | 10 | 14     | 1  | 9      | 21 | 4          |    |   |            |            |            | 4  | 97  | 7  |
| 470 femminile      | Naoko Kamata Ai Kondo        | 13 | 15 | 14 | 14 | 14 | 1      | 12 | 10     | 1  | 13         |    |   |            |            |            |    | 93  | 14 |
| 49er               | Akira Ishibashi Yukio Makino | 8  | 17 | 3  | 13 | 8  | 12     | 8  | 9      | 6  | 17         | 14 | 5 | cancellate | cancellate | cancellate |    | 103 | 12 |